# Mer (Loir-et-Cher)
Mer település Franciaországban, Loir-et-Cher megyében. Lakosainak száma 6294 fő (2022. január 1.). Mer Avaray, La Chapelle-Saint-Martin-en-Plaine, Courbouzon, Séris, Suèvres és Villexanton községekkel határos.

## Népesség
A település népességének változása:
| Lakosok száma | 4600 | 5886 | 5950 | 5734 | 6200 | 6202 | 6238 | 6171 | 6211 | 6294 |
|               | 1968 | 1982 | 1990 | 2006 | 2013 | 2015 | 2017 | 2019 | 2020 | 2022 |